# زاشووا
زاشووا (به چکی: Zašová) یک منطقهٔ مسکونی در جمهوری چک است که در شهرستان وستین واقع شده‌است. زاشووا ۲۲٫۵۲ کیلومتر مربع مساحت و ۲٬۸۰۷ نفر جمعیت دارد و ۳۳۸ متر بالاتر از سطح دریا واقع شده‌است.